# Ramenez la coupe à la maison
Ramenez la coupe à la maison (tạm dịch tiếng Việt: "Mang chiếc cúp trở về nhà") là bài hát do ca sĩ người Pháp Vegedream thể hiện. Ca khúc được ra mắt vào ngày 19 tháng 7 năm 2018, chỉ 4 ngày sau khi Đội tuyển bóng đá quốc gia Pháp giành chiếc cúp vô địch tại Giải vô địch bóng đá thế giới 2018. Ca khúc đứng thứ 1 trên Bảng xếp hạng đĩa đơn tiếng Pháp trong tuần thứ 2 sau khi được ra mắt. 

## Xếp hạng
| Bảng xếp hạng (2018–2021)     | Peak position |
| ----------------------------- | ------------- |
| Áo (Ö3 Austria Top 40)        | 7             |
| Bỉ (Ultratop 50 Wallonia)     | 27            |
| Denmark (Tracklisten)         | 17            |
| Pháp (SNEP)                   | 1             |
| Đức (GfK)                     | 9             |
| Hungary (Single Top 40)       | 10            |
| Hungary (Stream Top 40)       | 22            |
| Ireland (IRMA)                | 52            |
| Hà Lan (Single Top 100)       | 26            |
| Na Uy (VG-lista)              | 12            |
| Bồ Đào Nha (AFP)              | 38            |
| Tây Ban Nha (PROMUSICAE)      | 51            |
| Thụy Điển (Sverigetopplistan) | 13            |
| Thụy Sĩ (Schweizer Hitparade) | 3             |
| Anh Quốc (OCC)                | 60            |
| Anh Quốc R&B (OCC)            | 17            |

| Bảng xếp hạng (2018)          | Vị trí |
| ----------------------------- | ------ |
| Pháp (SNEP)                   | 7      |
| Bảng xếp hạng (2019)          | Vị trí |
| Pháp (SNEP)                   | 70     |
| Bảng xếp hạng (2021)          | Vị trí |
| Thụy Điển (Sverigetopplistan) | 79     |
| Thụy Sĩ (Schweizer Hitparade) | 53     |

## Chứng nhận
| Quốc gia | Chứng nhận | Số đơn vị/doanh số chứng nhận |
| --- | ---------- | ----------------------------- |
| Đan Mạch (IFPI Đan Mạch)                                                                                    | Vàng       | 45.000‡                       |
| Na Uy (IFPI)                                                                                                | Bạch kim   | 60.000‡                       |
| Ba Lan (ZPAV)                                                                                               | Vàng       | 25.000‡                       |
| Bồ Đào Nha (AFP)                                                                                            | Bạch kim   | 10.000‡                       |
| Tây Ban Nha (PROMUSICAE)                                                                                    | Bạch kim   | 40.000‡                       |
| Anh Quốc (BPI)                                                                                              | Bạc        | 200.000‡                      |
| Streaming                                                                                                   |            |                               |
| Thụy Điển (GLF)                                                                                             | Bạch kim   | 8.000.000                     |
| ‡ Chứng nhận dựa theo doanh số tiêu thụ và phát trực tuyến. · Chứng nhận dựa theo doanh số phát trực tuyến. |            |                               |